# Eynoddin
Eynoddin (farsi: عین الدین) è un villaggio dello shahrestān di Bostanabad, nell'Azarbaijan orientale, in Iran.